# Dendronotidae
Famille
Les Dendronotidae sont une famille de mollusques gastéropodes nudibranches marins.

## Systématique
La famille des Dendronotidae a été créée en 1845 par le naturaliste irlandais George James Allman (1812-1898).

## Liste des genres
Selon World Register of Marine Species (30 septembre 2021) :
- genre Amphitritidea Kröyer, 1847
- genre Cabangus Korshunova, Bakken, Grøtan, K. B. Johnson, Lundin & Martynov, 2020
- genre Dendronotus Alder & Hancock, 1845
- genre Pseudobornella Baba, 1932